# Bセグメント
Bセグメント(B-Segment, Subcompact car, Supermini)とは、主に欧州で利用されている乗用車分類方法であるセグメントの1カテゴリーであり、AセグメントとCセグメントの中間に位置付けられる車格である。同一セグメントにセダン、ステーションワゴン、クーペ、ハッチバックなどのボディスタイルを包括する。
調査会社であるグローバルインサイト社の分類では、スポーツ・クーペ、マルチパーパスビークル（MPV）、スポーツ・ユーティリティ・ビークル（SUV）、クロスオーバーSUV（CUV）を含むとしている。
欧州で「以前に使用されていた最も狭義の分類」においては、スポーツ・クーペ、MPV、SUV、CUVは別のセグメントに分類される。

## 概要
車両の寸法と排気量は、衝突安全性、排出ガス規制、燃費などの基準や要求と共に変化しているが、2019年現在の基準ではおおむね全長が3,800 mmから4,200 mmまで、全幅が1,695 mmから1,750 mmまでの車種であり、排気量が1 Lから1.5 Lのガソリンエンジンを搭載することが多いが、車両サイズ、全長、価格、車両の装備や車両の持ち合わせるイメージなどの複数要件に因る分類のために、明確な数値基準はない。また、セダン、およびクーペ、ステーションワゴンの全長がおおむね4,300 mmから4,500 mmまであるものはフルBセグメントもしくはBCセグメントという場合（ただし、日本メーカー製の一部の国内専用車種として開発された小型セダンや小型ステーションワゴンの場合は日本国内の道路・交通環境等の関係上、Cセグメント扱いになる場合も決して少なくない）もある。
なおピックアップトラックやバン/ライトバンなどのいわゆる商用車は、乗用車のセグメント分類には属さないとされている。
アメリカにおける分類のサブコンパクトカーや、イギリスにおける分類のスーパーミニ・カー、日本でいうところのコンパクトカーがBセグメントに、フルBセグメント（BCセグメント、主に旧来Cセグメントにカテゴライズされていた車種）が上級コンパクトカーに近似する。ただし2021年4月現在、国内市場で販売されているコンパクトカーのうちダイハツ・ブーン/トヨタ・パッソ、日産・マーチ、スズキ・ソリオ/三菱・デリカD:2、スズキ・イグニス、ダイハツ・トール/トヨタ・ルーミー/スバル・ジャスティなどのエントリークラス、および全ての軽乗用車はAセグメントに分類され、これより1ランク上の車格に当たるトヨタ・ヤリスや日産・ノート、ホンダ・フィット、マツダ・MAZDA2、スズキ・スイフトなどの全長の短いモデルがBセグメントに、トヨタ・カローラアクシオ/カローラフィールダーやシャトルなどの全長の長いモデルがフルBセグメント（BCセグメント）にそれぞれ分類される。